# Dendrocoptes
Dendrocoptes är ett släkte med fåglar i familjen hackspettar inom ordningen hackspettartade fåglar. Arterna i släktet placerades tidigare i släktet Dendrocopos, men DNA-studier visar att de står närmare de afrikanska hackspettarna i släktet Dendropicos. Släktet omfattar här tre arter med utbredning från Europa till Arabiska halvön och Indien, däribland den tidigare svenska häckfågeln mellanspetten:
- Mellanspett (D. medius)
- Brunpannad hackspett (D. auriceps)
- Arabspett (D. dorae)

Birdlife International placerar istället arabspetten i Dendropicos och inkluderar de övriga två i Leiopicus.